# 栃木県道114号佐久山喜連川線
栃木県道114号佐久山喜連川線（とちぎけんどう114ごう さくやまきつれがわせん）は、栃木県大田原市とさくら市を結ぶ一般県道である。

## 路線概要
- 指定：1961年（昭和36年）4月1日
- 距離：7.064km
- 起点：栃木県大田原市佐久山（栃木県道48号大田原氏家線交点）
- 終点：栃木県さくら市早乙女（早乙女交差点＝国道293号交点）

## 通過自治体
- 栃木県
  - 大田原市 - さくら市

## 交差する主な道路
- 栃木県道25号烏山矢板線（さくら市下河戸 - 南和田：重複区間）
- 栃木県道74号塩谷喜連川線（さくら市喜連川：重複区間）
- 栃木県道167号蛭田喜連川線（さくら市喜連川）

## 沿線施設
- さくら市役所 喜連川支所

## 別名
- 旧陸羽街道